# ジョン・カーペンター
ジョン・ハワード・カーペンター（John Howard Carpenter、1948年1月16日 - ）は、アメリカ合衆国の映画監督、脚本家、映画プロデューサー。また、俳優、音楽家としても活動している。

## 経歴・人物
ニューヨーク州出身。南カリフォルニア大学映画学科卒。在学中の1969年に短編映画『Captain Voyeur』（キャプテン・ボワヤー）で脚本と監督を務め、1970年に音楽と編集を担当した短編『ブロンコ・ビリーの復活』が第43回アカデミー賞の短編実写映画賞を受賞している。

### 作品と傾向
SF映画を多く監督しているのは、4歳の時に観た映画『遊星よりの物体X』（1951、製作：ハワード・ホークス）が強烈な印象で、映画製作を目指すきっかけになったからと語っている。長編デビュー作の『ダーク・スター』（1974、ダン・オバノンとの共同制作）、『ジョン・カーペンターの要塞警察』（1976）で、制作費が少なくとも良質のエンタテイメントが作れることを実証した。
2年後の1978年には、現在においてシリーズ化されているスプラッターホラー映画『ハロウィン』の記念すべき第1作を低予算かつ短期間で作成し、大ヒットさせる事に成功。『ニューヨーク1997』（1981）では、N.Y.マンハッタン島を刑務所にする独自の発想で注目を集め、『遊星からの物体X』（1982）では、映画史の古典の理解とそのオリジナリティ溢れる解釈で、当時の観客の想像をはるかに超えた数々のクリーチャーを創造し、従来の侵略物にはなかったショッキングな演出により、その名を世界中に知らしめた。

### 尊敬している映画人や作品
アルフレッド・ヒッチコックやオーソン・ウェルズを敬愛しており、『ハロウィン』や『ザ・フォッグ』などのホラー作品にイタリア映画のダリオ・アルジェント『サスペリアPART2』やセルジオ・マルチーノ『影なき淫獣』等のイタリアンホラーやスペインの『エル・ゾンビ I 死霊騎士団の覚醒』などの『エル・ゾンビ』シリーズの影響を受けている。また『ハロウィン』冒頭数分の長回しはウェルズの『黒い罠』のオマージュで知られ、『捜索者』などのジョン・フォード作品や同年代のスティーヴン・スピルバーグ作品の影響も指摘されている。日本の『ゴジラ』を始めとする東宝特撮怪獣映画のファンであり、特にキングギドラが好きな怪獣で、「ジョン・カーペンター研究家」として知られる映画文筆家の鷲巣義明がアメリカに取材でカーペンターを訪ねた際に、鷲巣からキングギドラの人形を貰い喜んだ。
日本の黒澤明と小津安二郎を敬愛し、スペインのルイス・ブニュエルのシュルレアリスム映画の影響も濃く受けている。
敬愛している映画作家たちの中で、とりわけハワード・ホークス作品からの影響やホークスへの尊敬は広く知られており、特に『ジョン・カーペンターの要塞警察』や『ゴースト・オブ・マーズ』は、ジョン・ウェイン主演の『リオ・ブラボー』のオマージュ作品であり、その他の多くの作品にもホークス作品の影響が強いと知られている。カーペンターファンの青山真治監督や阿部和重と中原昌也の対談で、『ゴースト・オブ・マーズ』と黒澤明『影武者』に同じ動作のアクションシーンがあるが、後者の描写が凡庸であるのに対して『ゴースト・オブ・マーズ』の描写は素晴らしいという発言を出した。

### 音楽家として
映画監督としては珍しく、自作の音楽も数多く担当し、『ハロウィン』の「HALLOWEEN THEME」や『ニューヨーク1997』のメインタイトルはホラー・SF映画音楽の名作として親しまれている。また、『ゴースト・ハンターズ』では他の監督仲間と共にバンドを結成し、自らボーカルをとってエンディングに流れる主題歌も担当している。この曲は当時プロモーションビデオまで作られ、それは同作のスペシャル盤DVDで確認する事ができる。
2015年2月にはミュージシャンとしての1stソロアルバム『Lost Themes』をリリースした。

## 主な作品
| 年   | 邦題 原題                                                      | 監督 | 脚本 | 製作 | 音楽 | 備考           |
| ---- | -------------------------------------------------------------- | ---- | ---- | ---- | ---- | -------------- |
| 1974 | ダーク・スター Dark Star                                       | Yes  | Yes  | Yes  | Yes  |                |
| 1976 | ジョン・カーペンターの要塞警察 Assault on Precinct 13          | Yes  | Yes  | No   | Yes  | 兼編集         |
| 1978 | アイズ Eyes of Laura Mars                                      | No   | Yes  | No   | No   |                |
| 1978 | ハロウィン Halloween                                           | Yes  | Yes  | No   | Yes  |                |
| 1980 | ザ・フォッグ The Fog                                           | Yes  | Yes  | No   | Yes  |                |
| 1981 | ニューヨーク1997 Escape from New York                          | Yes  | Yes  | No   | Yes  |                |
| 1981 | ハロウィンII Halloween II                                      | No   | Yes  | Yes  | Yes  | 兼追加撮影監督 |
| 1982 | 遊星からの物体X The Thing                                      | Yes  | No   | No   | No   |                |
| 1982 | ハロウィンIII Halloween III: Season of the Witch               | No   | No   | Yes  | Yes  |                |
| 1983 | クリスティーン Christine                                       | Yes  | No   | No   | Yes  |                |
| 1984 | フィラデルフィア・エクスペリメント The Philadelphia Experiment | No   | No   | Yes  | No   | 製作総指揮     |
| 1984 | スターマン/愛・宇宙はるかに Starman                            | Yes  | No   | No   | No   |                |
| 1986 | ブラックライダー Black Moon Rising                             | No   | Yes  | Yes  | No   | 製作総指揮     |
| 1986 | ゴースト・ハンターズ Big Trouble in Little China               | Yes  | No   | No   | Yes  |                |
| 1987 | パラダイム Prince of Darkness                                  | Yes  | Yes  | No   | Yes  |                |
| 1988 | ゼイリブ They Live                                             | Yes  | Yes  | No   | Yes  |                |
| 1992 | 透明人間 Memoirs of an Invisible Man                           | Yes  | No   | No   | No   |                |
| 1994 | マウス・オブ・マッドネス In the Mouth of Madness               | Yes  | No   | No   | Yes  |                |
| 1995 | 光る眼 Village of the Damned                                   | Yes  | No   | No   | Yes  |                |
| 1996 | エスケープ・フロム・L.A. Escape from L.A.                      | Yes  | Yes  | No   | Yes  |                |
| 1998 | ヴァンパイア/最期の聖戦 Vampires                               | Yes  | No   | No   | Yes  |                |
| 2001 | ゴースト・オブ・マーズ Ghosts of Mars                          | Yes  | Yes  | No   | Yes  |                |
| 2002 | ヴァンパイア/黒の十字架 Vampires: Los Muertos                  | No   | No   | Yes  | No   | 製作総指揮     |
| 2005 | ザ・フォッグ The Fog                                           | No   | No   | Yes  | No   |                |
| 2010 | ザ・ウォード/監禁病棟 The Ward                                 | Yes  | No   | No   | No   |                |
| 2018 | ハロウィン Halloween                                           | No   | No   | Yes  | Yes  | 製作総指揮     |

## 関連文献
- Senses of Cinema: Great Directors Critical Database（英語）
- ジョン・カーペンター述、ジル・ブーランジェ編『恐怖の詩学ジョン・カーペンター : 人間は悪魔にも聖人にもなるんだ : 映画作家が自身を語る』井上正昭訳、2004年、フィルムアート社
- 山崎圭司・樋口泰人編『ジョン・カーペンター読本』2018年、boid
- ジョン・ウォルシュ『ニューヨーク1997 ジョン・カーペンター映画術』富永晶子訳、2021年、DU BOOKS